# Lemurosaurus
Lemurosaurus es un género extinto de terápsido perteneciente a la familia Burnetiidae que existió durante el periodo Pérmico superior (Wuchianpingiano) en lo que hoy es Sudáfrica. Era un terápsido pequeño y primitivo; fue inicialmente descrito a partir de material mal preservado (holotipo (BP/1/816)) y se pensaba que estaba relacionado con Ictidorhinus. Un segundo espécimen mejor preservado (NMQR 1702) mostró que se trataba de un burnétido. Se trataba de un animal de unos 50 cm de longitud.